# Isla Fuerte
Die Insel Isla Fuerte ist Teil des kolumbianischen Departamentos Bolívar in der Nähe von Cartagena und liegt rund 11 km vor der Küste vom Departamento Córdoba im Karibischen Meer. Am 18. März 2012 wurde von einer Einwohnerzahl von 2500 berichtet, eine andere Quelle nennt 4000 Einwohner. Die Insel weist eine Fläche von 325 Hektar auf. Mit einer maximalen Höhe von zwölf Metern ist sie flach. Einziger Ort der Insel ist Puerto Limón an der Südostküste. Isla Fuerte gehört zur Gemeinde Cartagena de Indias.
Die Bewohner der Insel, hauptsächlich afrikanischer Abstammung, leben zu 50 % vom Tourismus, zu 30 % vom Fischfang und zu 20 % vom Eigenanbau. Fuerte gilt als touristisches Ziel unter Tauchern, da es von Korallenriffen umgeben ist.